# Károly Rödönyi
Károly Rödönyi (* 14. Dezember 1911 in Budapest; † 26. Januar 1995 ebenda) war ein ungarischer Politiker der Partei der Ungarischen Werktätigen MDP (Magyar Dolgozók Pártja) sowie schließlich der Ungarischen Sozialistischen Arbeiterpartei MSZMP (Magyar Szocialista Munkáspárt), der unter anderem zwischen 1963 und 1970 Generaldirektor der Ungarischen Staatseisenbahnen MÁV (Magyar Államvasutak) und später von 1974 bis 1976 Minister für Post und Verkehrswesen war.

## Leben
Rödönyi, Sohn eines Postinspektors, absolvierte nach dem Schulbesuch ein Maschinenbaustudium an der Palatin-Josef-Universität für Technik und Wirtschaftswissenschaften (József Nádor Műszaki és Gazdaságtudományi Egyetemen), das er 1936 abschloss. Nach zusätzlichen Qualifikationen im Fahrzeugbau wurde er 1938 Mitarbeiter bei dem Fahrzeughersteller Manfréd Weiss Stahl- und Metallwerke AG Csepel, ehe er zu den Ungarischen Staatseisenbahnen MÁV (Magyar Államvasutak) wechselte und dort in den Bahnhöfen von Szeged und Budapest als Eisenbahningenieur arbeitete. Im Mai 1942 wurde er Direktor des Bahnbetriebswerkes von Királyháza, ehe er anschließend wurde er im September 1943 Ingenieur im Bahnbetriebswerk von Dés und dann 1944 in den Bahnbetriebswerken von Székesfehérvár, Szombathely und Komárom.
Im August 1946 wurde er Mitglied der Kommunistischen Partei KMP (Kommunisták Magyarországi Pártja) und nahm im November 1946 eine Stelle als Chefingenieur in der Operationsabteilung des Verkehrsministeriums an. Anschließend fungierte er von 1951 bis 1957 erst als Abteilungsleiter und zuletzt als Hauptabteilungsleiter in der Generaldirektion der MÁV, ehe er zwischen August 1957 bis 1963 Vize-Generaldirektor der MÁV war. 
Danach war er vom 7. Dezember 1963 bis zum 19. November 1970 Vize-Minister für Post und Verkehrswesen sowie zeitgleich als Nachfolger von György Csanádi Generaldirektor der MÁV. In dieser Funktion kündigte er Anfang 1970 eine komplexe Sanierung des 300 Kilometer umfassenden Schienennetzes der MÁV an sowie den Kauf von 24 Elektro- und 35 Diesellokomotiven an. Nachfolger als Generaldirektor der MÁV wurde am 20. November 1970 Károly Mészáros.
Gleichzeitig war er mehrere Jahre Generalsekretär der Vereinigung für Verkehrswissenschaften (Közlekedéstudományi Egyesület) sowie zwischen 1963 und 1976 deren Präsident und anschließend Ehrenpräsident auf Lebenszeit.
Daraufhin fungierte Rödönyi zwischen dem 19. November 1970 und dem 21. Juni 1974 als Erster Vize-Minister für Post und Verkehrswesen und zugleich vom 2. November 1973 bis zum 21. Juni 1974 als Staatssekretär im Ministerium für Post und Verkehrswesen. Während dieser Zeit war er auch Mitglied des Vorstandes des Internationalen Eisenbahnverbandes und zwischen 1971 und 1972 dessen Präsident.
Nach einer Umbildung der Regierung von Ministerpräsident Jenő Fock übernahm er 21. Juni 1974 das Amt des Ministers für Post und Verkehrswesen (Közlekedési és Postaügyi miniszter) und bekleidete dieses auch im Kabinett von Ministerpräsident György Lázár bis zu seiner Ablösung durch Árpád Pullai am 29. Oktober 1976.